# تاريخ البيهقي
تاريخ البيهقي (بالفارسية: تاریخ بیهقی) هو كتاب تاريخ كتبه أبو الفضل البيهقي، باللغة الفارسية، في القرن الحادي عشر الميلادي. لقد ضاع الكثير من هذا العمل الضخم، ولكنه يظل أحد أهم المصادر المتعلقة بتاريخ الدولة الغزنوية.
إن العمل أكثر من مجرد كتاب تاريخ. إن وصفه التفصيلي وأسلوبه الفريد في سرد الأحداث التاريخية جعله يشبه "الرواية التاريخية" وواحد من روائع الأدب الفارسي. تم تأليف العمل في مستشارية الغزنويين بهدف وضع الحكام الغزنويين من أصل تركي في خط واحد مع الملوك الإيرانيين.